# Duck walk

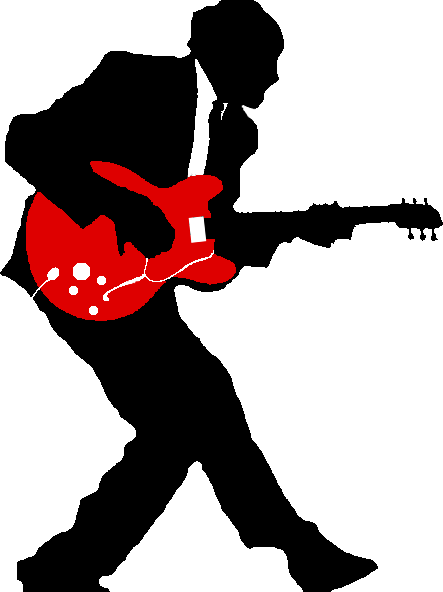
Silhouette della duck walk di Berry.

La duck walk o duckwalk (in inglese "passo dell'anatra") è un movimento inventato da Chuck Berry nel 1956 e successivamente adottato anche da altri artisti rock, soprattutto chitarristi come lui.
Si esegue saltando su una gamba e muovendo l'altra avanti e indietro, imitando vagamente la camminata di un'anatra.
Ideata da Berry come improvvisazione nel tentativo di nascondere le spiegazzature della sua giacca agli spettatori di un concerto l'8 settembre 1955, la posa sgraziata della duck walk venne subito recepita come un gesto di ribellione rock 'n' roll ed eseguita successivamente da molti musicisti, fra cui Angus Young degli AC/DC, C.C. DeVille dei Poison nel videoclip per la canzone Unskinny Bop, Slash dei Guns n' Roses,  Ritchie, Keith Urban e occasionalmente Michael Jackson.